# His Majesty, the Scarecrow of Oz
His Majesty, the Scarecrow of Oz er en amerikansk stumfilm fra 1914 af L. Frank Baum og J. Farrell MacDonald.

## Medvirkende
- Violet MacMillan som Dorothy Gale.
- Frank Moore.
- Pierre Couderc.
- Fred Woodward.
- Raymond Russell som Kong Krewl.